# Barbara Merlin
Barbara Merlin, née le 12 janvier 1972 à Turin, est une skieuse alpine italienne. Elle est la sœur d'Alessandra Merlin skieuse alpine italienne.

## Coupe du monde
- Résultat au classement général : 44e en 1992. : 52e en 1993. : 52e en 1994. : 17e en 1995. : 20e en 1996. : 29e en 1997. : 60e en 1998. : 99e en 1999. : 113e en 2000.

## Championnats du monde de ski alpin
- Sierra Nevada 1996 combiné: 13e slalom géant: 4e
- Sestriere 1997 descente: 10e slalom géant: 9e